# Eurocard Open
Eurocard Open a fost un turneu de tenis pentru jucătorii profesioniști din circuitul masculin. Evenimentul a avut loc anual la Stuttgart, Germania, și s-a jucat pe covor sintetic, în sală, din 1988 până în 1997. Înainte de 1990, în anii 1988–1989, turneul era organizat ca un demonstrativ invitațional pentru 8 jucători. Din 1990 până în 1995, Eurocard Open era un turneu ATP Championship Series și avea loc în fiecare februarie în circuitul ATP.
În 1998, Eurocard Open a schimbat suprafața, înlocuind carpeta sintetică cu suprafață dură. După ediția din 2001, turneul a fost întrerupt, iar al optulea eveniment ATP Masters Series din anul calendaristic a fost mutat la Madrid în 2002.

## Rezultate

### Legendă
| ATP Super 9 Tennis Masters Series                            |
| ATP Championship Series, Double-Week ATP Championship Series |
| Exhibition                                                   |

### Simplu
| Oraș gazdă | An         | Campion                 | Finalist                | Scor                                   |
| ---------- | ---------- | ----------------------- | ----------------------- | -------------------------------------- |
| Stuttgart  | 1988       | Miloslav Mečíř          | Andrés Gómez            | 6–3, 6–2                               |
| Stuttgart  | 1989       | Ivan Lendl              | Miloslav Mečíř          | 6–3, 4–6, 4–6, 6–1, 6–4                |
| Stuttgart  | 1990       | Boris Becker            | Ivan Lendl              | 6–2, 6–2                               |
| Stuttgart  | 1991       | Stefan Edberg           | Jonas Svensson          | 6–2, 3–6, 7–5, 6–2                     |
| Stuttgart  | 1992       | Goran Ivanišević        | Stefan Edberg           | 6-7(5-7), 6–3, 6–4, 6–4                |
| Stuttgart  | 1993       | Michael Stich           | Richard Krajicek        | 4–6, 7–5, 7–6(7–4), 3–6, 7–5           |
| Stuttgart  | 1994       | Stefan Edberg           | Goran Ivanišević        | 4–6, 6–4, 6–2, 6–2                     |
| Stuttgart  | 1995 (feb) | Richard Krajicek        | Michael Stich           | 7–6(7–4), 6–3, 6–7(6–8), 1–6, 6–3      |
| Essen      | 1995 (oct) | Thomas Muster           | MaliVai Washington      | 7–6(8–6), 2–6, 6–3, 6–4                |
| Stuttgart  | 1996       | Boris Becker            | Pete Sampras            | 3–6, 6–3, 3–6, 6–3, 6–4                |
| Stuttgart  | 1997       | Petr Korda              | Richard Krajicek        | 7–6(8–6), 6–2, 6–4                     |
| Stuttgart  | 1998       | Richard Krajicek        | Evgheni Kafelnikov      | 6–4, 6–3, 6–3                          |
| Stuttgart  | 1999       | Thomas Enqvist          | Richard Krajicek        | 6–1, 6–4, 5–7, 7–5                     |
| Stuttgart  | 2000       | Wayne Ferreira          | Lleyton Hewitt          | 7–6(8–6), 3–6, 6–7(5–7), 7–6(7–2), 6–2 |
| Stuttgart  | 2001       | Tommy Haas              | Max Mirnîi              | 6–2, 6–2, 6–2                          |
|            | 2002       | succedat de Madrid Open | succedat de Madrid Open | succedat de Madrid Open                |

### Dublu
| Oraș gazdă | An         | Campioni                        | Finaliști                         | Scor                    |
| ---------- | ---------- | ------------------------------- | --------------------------------- | ----------------------- |
| Stuttgart  | 2001       | Max Mirnîi Sandon Stolle        | Ellis Ferreira Jeff Tarango       | 7–6(7–0), 7–6(7–4)      |
| Stuttgart  | 2000       | Jiří Novák David Rikl           | Donald Johnson Piet Norval        | 3–6, 6–3, 6–4           |
| Stuttgart  | 1999       | Byron Black Jonas Björkman      | David Adams John-Laffnie de Jager | 6–7(6–8), 7–6(7–2), 6–0 |
| Stuttgart  | 1998       | Sébastien Lareau Alex O'Brien   | Mahesh Bhupathi Leander Paes      | 6–3, 3–6, 7–5           |
| Stuttgart  | 1997       | Mark Woodforde Todd Woodbridge  | Rick Leach Jonathan Stark         | 6–3, 6–3                |
| Stuttgart  | 1996       | Sébastien Lareau Alex O'Brien   | Jacco Eltingh Paul Haarhuis       | 3–6, 6–4, 6–3           |
| Essen      | 1995 (Oct) | Jacco Eltingh Paul Haarhuis     | Cyril Suk Daniel Vacek            | 6–2, 6–2                |
| Stuttgart  | 1995 (Feb) | Grant Connell Patrick Galbraith | Cyril Suk Daniel Vacek            | 7–5, 6–4                |
| Stuttgart  | 1994       | David Adams Andrei Olhovski     | Grant Connell Patrick Galbraith   | 6–7, 6–4, 7–6           |
| Stuttgart  | 1993       | Mark Kratzmann Wally Masur      | Steve DeVries David Macpherson    | 6–3, 7–6                |
| Stuttgart  | 1992       | Tom Nijssen Cyril Suk           | John Fitzgerald Anders Järryd     | 6–3, 6–7, 6–3           |
| Stuttgart  | 1991       | Sergio Casal Emilio Sánchez     | Jeremy Bates Nick Brown           | 6–3, 7–5                |
| Stuttgart  | 1990       | Guy Forget Jakob Hlasek         | Michael Mortensen Tom Nijssen     | 6–3, 6–2                |